# Мужчине живётся трудно. Фильм 24: Весеннее сновидение Торадзиро
«Мужчине живётся трудно. Фильм 24: Весеннее сновидение Торадзиро» (яп. 男はつらいよ　寅次郎春の夢, Отоко-ва цурай ё: Торадзиро хару-но юмэ; англ. Tora-san's Dream of Spring (Tora-san 24) — японская комедия режиссёра Ёдзи Ямады, вышедшая на экраны в 1979 году. 24-й фильм популярного в Японии киносериала о комичных злоключениях незадачливого чудака Торадзиро Курума, или по-простому Тора-сана. По результатам проката фильм посмотрели 1 млн. 841 тыс. японских зрителей.

## Сюжет
Как обычно, странствующий торговец вразнос Тора-сан возвращается домой в японский магазин сладостей его семьи в Кацусике (Сибамата, Токио). Здесь его радостно встречают близкие: дядя Рюдзо, тётя Цунэ, родная младшая сестра Сакура, её муж Хироси и их сын Мицуо; а так же различные друзья и соседи. Вскоре Торадзиро начинает нервничать и спорить со всеми близкими, казалось бы, из-за пустяка: его сестра Сакура и её маленький сын Мицуо оказывается, могут говорить на английском языке гораздо лучше, чем безнадёжный Тора-сан. Взбешённый, он хлопает дверью и опять подаётся в странствия по Японии.
Вскоре после этого на улицах Сибаматы заблудился в поисках дешёвой гостиницы некий американский торговец витаминами Майкл Джордан. Он очень плохо говорит на японском языке, и ни один из встреченных им японцев не понимает по-английски. Американец в панике, пока случайно встреченная преподавательница английского языка в японской школе Кэйко не приходит к нему на помощь. В интересах «японо-американских отношений», местный буддистский священник Годзэн-сама просит тётю Тора-сана и его же дядю позволить этому американцу поселиться в их доме квартирантом.
Первоначально семья была насторожена и напугана этим американским гигантом (исполнитель роли Майкла, актёр Херб Эдельман довольно высокого роста), смущена его западными привычками, однако впоследствии домочадцы к нему привыкли и даже полюбили. Неожиданно домой возвращается нагулявшийся Тора-сан. Он разъярён, когда выясняется, что в его комнате живёт какой-то волосатый иностранец. Он рассматривает Майкла Джордана как своего рода зверя («Кайдзю!» — кричит он). Кроме всего прочего Майкл влюбляется в замужнюю сестру Тора-сана, Сакуру, что ещё более накаляет их отношения. Кэйко навещает семью и Майкла. Торадзиро сражён наповал красавицей-вдовой Кэйко. В конечном счете, двое мужчин находят, что у них больше общего, чем они думали.

## В ролях
- Киёси Ацуми — Торадзиро Курума (или Тора-сан)
- Херб Эдельман — Майкл Джордан
- Кёко Кагава — Кэйко
- Тиэко Байсё — Сакура, сестра Торадзиро
- Масами Симодзё — Рюдзо Курума, дядя Тора-сана
- Тиэко Мисаки — Цунэ Курума, тётя Тора-сана
- Гин Маэда — Хироси, муж Сакуры
- Хисао Дадзай — Умэтаро, босс Хироси
- Гадзиро Сато — Гэн
- Хаято Накамура — Мицуо Сува, сын Сакуры и Хироси, племянник Тора-сана
- Тисю Рю — Годзэн-сама, священник
- Тайдзи Тонояма

## Премьеры
- — национальная премьера фильма состоялась 28 декабря 1979 года в Токио[1].
- — в американском прокате фильм стартовал 1 июня 1980 года[3].
- — премьера в Гонконге прошла 9 ноября 1980 года[3].

## Награды и номинации
Премия Японской киноакадемии
- 3-я церемония вручения премии (1980)[4]

Номинации:
- лучший актёр — Киёси Ацуми (ex aequo: «Мужчине живётся трудно. Фильм 23: Парящий в воздухе Торадзиро»)
- лучшая актриса второго плана — Тиэко Байсё (ex aequo: «Мужчине живётся трудно. Фильм 23: Парящий в воздухе Торадзиро»)